# Vagney
Vagney is een gemeente in het Franse departement Vosges in de regio Grand Est. De La Bresse maakt deel uit van het arrondissement Épinal en sinds 22 maart 2015 van het op die dag opgerichte kanton La Bresse waarin de gemeenten werden opgenomen van het op die dag opgeheven kanton Saulxures-sur-Moselotte, waar Vagney daarvoor onder viel.

## Geografie
De oppervlakte van Vagney bedraagt 25,0 km², de bevolkingsdichtheid is 153,8 inwoners per km².
De onderstaande kaart toont de ligging van Vagney met de belangrijkste infrastructuur en aangrenzende gemeenten.

## Verkeer en vervoer
In de gemeente liggen de gesloten spoorwegstations Vagney en Zainvillers.

## Demografie
Onderstaande figuur toont het verloop van het inwonertal (bron: INSEE-tellingen).